# Tatort: Verrat
Verrat ist ein Fernsehfilm aus der Kriminalreihe Tatort. Der vom Westdeutschen Rundfunk unter der Regie von Hans Noever produzierte Film wurde am 1. September 2002 im Ersten Programm der ARD ausgestrahlt. Es ist der 21. Fall des Kölner Ermittler-Teams Ballauf und Schenk, gespielt von Klaus J. Behrendt und Dietmar Bär, und die 509. Tatortfolge.

## Handlung
Der Diplomat im Auswärtigen Amt Böhling wird erschossen hinter seinem Schreibtisch aufgefunden. Er wurde mit einem Kopfschuss aus nächster Nähe regelrecht hingerichtet.
Ballauf versucht von der Nachbarin, einer älteren Dame, die das Haus des Opfers im unmittelbaren Blickfeld hat, etwas zu erfahren, doch sie schweigt beharrlich. Stattdessen meldet sich die fünfzehnjährige Sandra auf dem Präsidium und bittet um die Adresse einer Karoline Schmidt. Sie habe in der Zeitung ihr Bild gesehen und gelesen, dass Schmidt angeblich in Kolumbien bei einer Geiselnahme ums Leben gekommen sei. Doch sie habe die Frau wiedererkannt, die sie vor dem Ertrinken im Rhein gerettet hätte, und wolle sich nun gern bei Karoline Schmidt bedanken. Die Kriminalkommissare wimmeln sie aber ab, da sie hierfür nicht zuständig seien. Schenk lässt die Geschichte allerdings keine Ruhe und so forscht er bei der Industrie- und Handelskammer nach. Er findet heraus, dass der Manager Axel König vor zwei Jahren in Kolumbien zusammen mit seiner Frau und einer Lisa Mattern entführt wurde. Die Ermittler suchen König auf und finden einen gebrochenen Mann vor. Sie sprechen ihn auf Karoline Schmidt an und erfahren von ihm, dass sie eine großartige Frau sei, die ihn dort herausgeholt habe. Seine Firma habe das Lösegeld für ihn bereitgestellt und Böhling sollte und wollte es persönlich nach Kolumbien bringen. Dort hätten ihn angeblich Regierungstruppen überrascht und alle außer ihm  – da er ja Diplomat gewesen sei – erschossen und hätten außerdem das gesamte Geld an sich genommen. Axel König macht deutlich, dass er Böhling verdächtige, das Geld unterschlagen und behalten zu haben. Als Ballauf und Schenk ihm von Böhlings Tod berichten, zeigt er sich sehr erfreut über diese Tatsache.
Sollten Königs Angaben der Wahrheit entsprechen und sollte Karoline Schmidt tatsächlich noch leben, hätte sie allen Grund, sich an Böhling zu rächen. König allerdings auch. Während Ballauf versucht, über Journalisten der Zeitung mehr über den Vorfall in Kolumbien zu erfahren, recherchiert Schenk Details zu Axel König. Nach Angaben der Bank ist dieser pleite und hat vor ein paar Tagen ein Darlehen über 50.000 € aufgenommen.
Unterdessen klammert sich Sandra, da gerade ihre schwer kranke Mutter gestorben ist, an Karoline Schmidt, nachdem sie es ganz allein geschafft hat, Karoline ausfindig zu machen. Sie besorgt ihr ein Versteck, damit die Polizei sie nicht findet, von der sie inzwischen wegen des Mordfalls Böhling gesucht wird.
Unvermittelt stoßen Ballauf und Schenk auf Herbert Kroll, einen Mitarbeiter vom BND, der sie über den Ablauf der damaligen Entführungen und über Karoline Schmidt informieren kann. Da Kroll sicherheitshalber von Ballauf und Schenks Mitarbeiterin Franziska Lüttgenjohann observiert wird, können sie Schmidt festnehmen, als diese sich mit Kroll trifft. Beim Verhör leugnet sie, Böhling umgebracht zu haben, obwohl er es ihrer Meinung nach verdient habe.
Da Ballauf und Schenk sich nicht voreilig festlegen wollen, ermitteln sie weiter und sprechen auch mit Lisa Mattern, die seinerzeit zusammen mit König als Geisel genommen und entführt worden war. Sie berichtet, dass Königs Frau bei der Geiselnahme umgekommen sei. Eines Tages habe sich König ihr anvertraut, dass er seine hysterische Frau während ihrer unfreiwilligen Haft erwürgt habe. Aus Lisa Matterns Schilderungen entnehmen die Beamten, dass sie von König dafür eine größere Summe Schweigegeld erhalten hat. Daraufhin begeben sich die Ermittler zu König, der gerade Besuch von Karoline Schmidt erhalten hat, die mit Sandras Hilfe aus dem Polizeigewahrsam geflohen ist. Er freut sich, sie gesund wiederzusehen und bietet ihr einen Koffer voll Geld an. Da, wo er nun hingehe, brauche er dieses nicht mehr. Als Ballauf und Schenk eintreffen, verschwindet Karoline Schmidt unbemerkt. König scheint die Kommissare bereits zu erwarten. Seit der Entführung leidet er an einer posttraumatischen Belastungsstörung und ist stark depressiv. Er gibt zu, Böhling für dessen Verrat erschossen zu haben, den Rest des unterschlagenen Geldes habe er mitgenommen und gerade eben seiner Lebensretterin gegeben, die es sich verdient habe. Im Beisein der Beamten versucht König sich zu erschießen. Das misslingt ihm jedoch und er wird festgenommen.
Karoline Schmidt indes verlässt zusammen mit Sandra und dem Koffer voller Geld die Stadt in Richtung Grenze, um von einem ausländischen Flughafen aus nach Lateinamerika zu fliegen.

## Hintergrund
Verrat wurde von Colonia Media im Auftrag des WDR  produziert. Die Dreharbeiten erfolgten in Köln, Erftstadt, Hürth und Wesseling.

## Rezeption

### Einschaltquoten
Bei seiner Erstausstrahlung am 1. September 2002 wurde die Folge Verrat in Deutschland von 8,71 Millionen Zuschauer gesehen, was einem Marktanteil von 26,90 Prozent entsprach.

### Kritik
Tilmann P. Gangloff lobt bei tittelbach.tv die Bildgestaltung von Peter Przybylski, die dieser „bevorzugt mit der Handkamera gefilmt“ habe. Dadurch komme er „immer wieder ganz nah an die Figuren heran“ und der Film bekomme Tempo, „weil Noever auf Schnitte verzichtete und statt dessen die Kamera schwenken ließ.“  Ebenso lobt er den Drehbuchschreiber und schreibt: „Geschickt versteht es Vocks zudem, eine eigentlich einfache Grundidee clever zu verschachteln. […] ‚Der Verrat‘ gehört zu den besten Filmen der frühen Jahre von Ballauf und Schenk. Ein Krimi, den man nicht so schnell vergisst.“
Die Kritiker der Fernsehzeitschrift TV Spielfilm urteilen: „Ein exzellenter „Tatort“: mutig, bewegend, ohne überflüssige Mätzchen. Fazit: Hochdramatisch, fast schon ein TV-Klassiker.“

### Trivia
Freddys Auto: In den Ballauf-Schenk-Fällen 18–21 fährt er einen zeitgenössischen Chrysler PT Cruiser mit dem Kennzeichen K-MY 5873.